# وزغ مامای معمولی
وزغ مامای معمولی (نام علمی: Alytes obstetricans) نام یک گونه از تیره قورباغه‌های دهان‌گرد است.